# Ciclismo en los Juegos Olímpicos de Londres 2012 – Keirin femenino
El evento de Keirin femenino de ciclismo en los Juegos Olímpicos de Londres 2012 tuvo lugar el 3 de agosto en la ciudad de Londres. El evento se llevó a cabo en el Velódromo de Londres.

## Horario
Todos los horarios están en Tiempo Británico (UTC+1)
| Fecha                       | Tiempo | Ronda                             |
| --------------------------- | ------ | --------------------------------- |
| viernes 3 de agosto de 2012 | 16:00  | Ronda 1, repesca, ronda 2 y final |

## Clasificación
| Evento                                                   | Ranking por nación | Clasificados | Ciclistas por CON |
| -------------------------------------------------------- | ------------------ | --- | ----------------- |
| Ranking 2010–2012                                        | 1º al 8º           | Bielorrusia (BLR) · Canadá (CAN) · Cuba (CUB) · Hong Kong (HKG) · Lituania (LTU) · Malasia (MAS) · Nueva Zelanda (NZL) · Rusia (RUS)                                                               | 1                 |
| Clasificaciones individuales por otros eventos           |                    | | 1                 |
| 1 ciclista por CON clasificado por Velocidad por equipos |                    | Australia (AUS) · República Popular China (CHN) · Colombia (COL) · Francia (FRA) · Alemania (GER) · Reino Unido (GBR) · Países Bajos (NED) · Corea del Sur (KOR) · Ucrania (UKR) · Venezuela (VEN) | 1                 |
| Total                                                    |                    | | 18                |

## Resultados

### Primera ronda

#### Serie 1
| Rank | Ciclista                 |
| ---- | ------------------------ |
| 1    | Kristina Vogel (GER)     |
| 2    | Ekaterina Gnidenko (RUS) |
| 3    | Lisandra Guerra (CUB)    |
| 4    | Juliana Gaviria (COL)    |
| 5    | Monique Sullivan (CAN)   |
| 6    | Clara Sánchez (FRA)      |

#### Serie 2
| Rank | Ciclista                 |
| ---- | ------------------------ |
| 1    | Victoria Pendleton (GBR) |
| 2    | Anna Meares (AUS)        |
| 3    | Natasha Hansen (NZL)     |
| 4    | Fatehah Mustapa (MAS)    |
| 5    | Lyubov Shulika (UKR)     |
| 6    | Willy Kanis (NED)        |

#### Serie 3
| Rank | Ciclista                 |
| ---- | ------------------------ |
| 1    | Guo Shuang (CHN)         |
| 2    | Simona Krupeckaitė (LTU) |
| 3    | Daniela Larreal (VEN)    |
| 4    | Lee Wai Sze (HKG)        |
| 5    | Lee Hye-Jin (KOR)        |
| 6    | Olga Panarina (BLR)      |

### Repescas

#### Repesca 1
| Rank | Ciclista               |
| ---- | ---------------------- |
| 1    | Lee Wai Sze (HKG)      |
| 2    | Willy Kanis (NED)      |
| 3    | Monique Sullivan (CAN) |
| 4    | Lisandra Guerra (CUB)  |
| 5    | Olga Panarina (BLR)    |
| 6    | Juliana Gaviria (COL)  |

#### Repesca 2
| Rank | Ciclista              |
| ---- | --------------------- |
| 1    | Clara Sanchez (FRA)   |
| 2    | Natasha Hansen (NZL)  |
| 3    | Daniela Larreal (VEN) |
| 4    | Lyubov Shulika (UKR)  |
| 5    | Fatehah Mustapa (MAS) |
| 6    | Lee Hye-Jin (KOR)     |

### Segunda ronda

#### Serie 1
| Rank | Ciclista                 |
| ---- | ------------------------ |
| 1    | Anna Meares (AUS)        |
| 2    | Monique Sullivan (CAN)   |
| 3    | Lee Wai Sze (HKG)        |
| 4    | Willy Kanis (NED)        |
| 5    | Simona Krupeckaitė (LTU) |
| 6    | Kristina Vogel (GER)     |

#### Serie 2
| Rank | Ciclista                 |
| ---- | ------------------------ |
| 1    | Victoria Pendleton (GBR) |
| 2    | Clara Sanchez (FRA)      |
| 3    | Guo Shuang (CHN)         |
| 4    | Ekaterina Gnidenko (RUS) |
| 5    | Natasha Hansen (NZL)     |
| 6    | Daniela Larreal (VEN)    |

#### 7.º al 12º
| Rank | Ciclista                 |
| ---- | ------------------------ |
| 7    | Simona Krupeckaitė (LTU) |
| 8    | Ekaterina Gnidenko (RUS) |
| 9    | Daniela Larreal (VEN)    |
| 10   | Kristina Vogel (GER)     |
| 11   | Natasha Hansen (NZL)     |
| 12   | Willy Kanis (NED)        |

### Final
| Rank              | Ciclista                 |
| ----------------- | ------------------------ |
| Medalla de oro    | Victoria Pendleton (GBR) |
| Medalla de plata  | Guo Shuang (CHN)         |
| Medalla de bronce | Lee Wai Sze (HKG)        |
| 4                 | Clara Sánchez (FRA)      |
| 5                 | Anna Meares (AUS)        |
| 6                 | Monique Sullivan (CAN)   |